# Canton de Terre-Natale
Le canton de Terre-Natale est une ancienne division administrative française située dans le département de la Haute-Marne et la région Champagne-Ardenne.

## Géographie
Ce canton était organisé autour de Terre-Natale dans l'arrondissement de Langres. Son altitude  moyenne est de 323 m.

## Histoire
Le canton a été supprimé par décret n°2014-163 du 17 février 2014. Les communes qu'il comptait ont été réparties sur les cantons de Bourbonne-les-Bains et de Chalindrey.
À sa suppression, le canton se nommait toujours Terre-Natale mais symboliquement, car la commune de Terre-Natale avait été dissoute le 1er janvier 2012. C'est pourquoi la principale commune du canton était redevenue Varennes-sur-Amance.

## Représentation

### Conseillers d'arrondissement (de 1833 à 1940)
| Période                                  | Période | Identité                    | Étiquette           | Qualité |
| ---------------------------------------- | ------- | --------------------------- | ------------------- | --- |
| 1833                                     | 1842    | M. Henry                    |                     | Juge de paix à Varennes, propriétaire à Vicq                                                                |
| 1842                                     | 1848    | Claude Viard (1786-1856)    |                     | Notaire, maire de Hortes                                                                                    |
|                                          |         |                             |                     | |
| 1886                                     | 1908    | Joseph Hologne              | Républicain Radical | Juge de paix à Vesoul, propriétaire à Varennes-sur-Amance                                                   |
|                                          |         |                             |                     | |
| 17 déc.1911                              | 1919    | Onésime-Alfred Boucheseiche | Radical             | Maire de Varennes-sur-Amance                                                                                |
| 1919                                     | 1925    | Camille Jacotin             | Droite              | Maire de Vicq                                                                                               |
| 1925                                     | 1940    | Arthur-Hermann Théveny      | Radical             | Cultivateur, maire de Celles-en-Bassigny                                                                    |
| 1940                                     |         |                             |                     | Les conseils d'arrondissement ont été suspendus par la loi du 12 octobre 1940 et n'ont jamais été réactivés |
| Les données manquantes sont à compléter. |         |                             |                     | |

### Conseillers généraux de 1833 à 2015
| Période     | Période      | Identité                  | Étiquette     | Qualité |
| ----------- | ------------ | ------------------------- | ------------- | --- |
| 1833        | 1848         | Henry Clerget-Vaucouleurs |               | Avocat puis magistrat à Langres puis à Dijon |
| 1848        | 1852         | Hubert Touzet             |               | Avoué puis notaire, maire de Varennes-sur-Amance |
| 1852        | 1861         | Henry Clerget-Vaucouleurs |               | Avocat puis magistrat à Langres puis à Dijon |
| 1861        | 1870         | Joseph Génuyt-Besancenet  |               | Propriétaire, ancien colonel de la Garde Nationale                                                                                                  |
| 1870        | 1880         | François Arthur Henry     | Droite        | Ancien notaire à Varennes-sur-Amance |
| 1880        | 1908 (décès) | Pierre Bizot de Fonteny   | Républicain   | Propriétaire à Châtoillenot (Le Val-d'Esnoms) Ancien Sous-Préfet Député (1873-1888) - Sénateur (1888-1908) Président du Conseil Général (1892-1898) |
| 1908        | 1910         | Joseph Hologne            | Rad           | Juge de paix à Vesoul (Haute-Saône), propriétaire à Varennes-sur-Amance, conseiller d'arrondissement                                                |
| 1910        | 1919         | Louis Maugras             | Républicain   | Propriétaire à Coiffy-le-Bas |
| 1919        | 1940         | Camille Perfetti          | Rad           | Médecin Député (1928-1942) Maire de Hortes |
|             |              |                           |               | |
| 1943        | 1945         | Henri Marcoux (1893-1968) |               | Fromager Maire de Lavernoy Nommé conseiller départemental en 1943                                                                                   |
|             |              |                           |               | |
| 1945        | 1956 (décès) | Camille Perfetti          | Rad.          | Médecin Ancien Ministre (1935) Maire de Hortes Président du Conseil Général (1945-1955)                                                             |
| 4 mars 1957 | 1970         | Georges Marchand          | Rad.          | Maire de Marcilly-en-Bassigny |
| 1970        | 1989 (décès) | Roger Collin              | Rad. puis DVD | Agriculteur, maire de Hortes |
| 1990        | 2015         | Pierre Rousselot          | DVD           | Infirmier libéral Maire de Haute-Amance Président de la Communauté de communes du Pays d'Amance                                                     |

## Composition
Le canton de Terre-Natale regroupait treize communes et comptait 2 286 habitants (recensement de 2011 sans doubles comptes).
| Communes                | Population (2012) | Code postal | Code Insee |
| ----------------------- | ----------------- | ----------- | ---------- |
| Arbigny-sous-Varennes   | 84                | 52500       | 52015      |
| Celles-en-Bassigny      | 75                | 52360       | 52089      |
| Champigny-sous-Varennes | 128               | 52400       | 52103      |
| Chézeaux                | 72                | 52400       | 52124      |
| Coiffy-le-Bas           | 98                | 52400       | 52135      |
| Haute-Amance            | 976               | 52600       | 52242      |
| Laneuvelle              | 66                | 52400       | 52264      |
| Lavernoy                | 90                | 52140       | 52275      |
| Marcilly-en-Bassigny    | 21                | 52360       | 52311      |
| Plesnoy                 | 107               | 52360       | 52392      |
| Rançonnières            | 111               | 52140       | 52415      |
| Varennes-sur-Amance     | 296               | 52400       | 52504      |
| Vicq                    | 162               | 52400       | 52520      |

## Démographie
| 1962  | 1968  | 1975  | 1982  | 1990  | 1999  | 2011  |
| ----- | ----- | ----- | ----- | ----- | ----- | ----- |
| 3 099 | 3 550 | 3 125 | 3 074 | 2 893 | 2 692 | 2 286 |